# Debra Wilson
Debra Wilson (nacida el 26 de abril de 1962) es una actriz y comediante estadounidense. Es el miembro del elenco original con más años de servicio en la serie de comedia Mad TV, habiendo aparecido en las primeras ocho temporadas del programa de 1995 a 2003. Como actriz de doblaje, ha prestado su voz a varios personajes en televisión, incluido Ramaraffe en Mao Mao: Heroes of Pure Heart (2019-2020), Grandma Shark en Baby Shark's Big Show (2020-presente) y Kira en Dogs in Space (2021-presente). Ha prestado su voz a varios personajes en series como Black Dynamite (2012-2015), All Hail King Julien (2014-2016) y Spitting Image (2020-2022). También protagonizó las películas The Summerland Project (2016) y Bodied (2017). En 2022, Wilson se convirtió en la sexta voz oficial de la Pata Daisy, convirtiéndola en la primera intérprete afroamericana del personaje.
Wilson ha tenido papeles de voz principal en videojuegos como Rebecca Thane en Mirror's Edge Catalyst (2016), Amanda Waller en batman: The Enemy Within (2017-2018) y Suicide Squad: Kill the Justice League (2023), Grace Walker en Serie Wolfenstein (2017-2019), General Lyons en Call of Duty: Modern Warfare (2019), Sophia Akande en The Outer Worlds (2019), Cere Junda en Star Wars Jedi: Fallen Order (2019) y Star Wars Jedi: Survivor ( 2023), Kit en Ratchet & Clank: Una dimensión aparte (2021), Savathûn en Destiny 2 (2021-2022), Harbinger en Halo Infinite (2021), Renata Glasc en League of Legends (2022-presente), Batari en Far Cry Primal (2016) y, más recientemente, la Reverenda Madre Prava en Diablo IV (2023).

## Primeros años
Wilson nació y creció en la ciudad de Nueva York, en el barrio de Ozone Park, Queens, y asistió a la Escuela Secundaria de Artes Escénicas de la ciudad de Nueva York. Después de graduarse, estudió radiodifusión y televisión en la Universidad de Siracusa. Trabajó como maestra de preescolar durante la década de 1980 para la Iglesia de Todos los Santos, en Sunnyside, Queens.
Wilson hizo su debut como actriz en televisión en The Apollo Comedy Hour y The Uptown Comedy Club, donde se convirtió en un personaje regular. Ella fue coanfitriona Can We Shop? con Joan Ríos. Continuó su trabajo en televisión trabajando como portavoz de Burger King, y estrella invitada en New York Undercover.

## Carrera

### Mad TV
Wilson fue uno de los ocho miembros originales del elenco de Mad TV cuando la serie se emitió en 1995. Wilson llegó al programa con experiencia en sketches cómicos, improvisación y televisión.
A Wilson se le atribuyó la creación de algunos de los personajes recurrentes más populares del programa. Entre sus personajes se encontraban la bimbo latina Melina (Lida and Melina), Tovah McQueen de Reality Check, Stick Chick Autumn, la hermana de la hermandad de mujeres Kappa Kappa Kappa, Hayden Brooks, Alexis Dubane (Prehistoric Glamazon Huntresses), la actriz de blaxploitation Cocoa Latette (Son of Dolemite), presentadora de Lowered Expectations y Ms. Not Nice (Jenny Jones). Quizás su personaje más conocido fue la "princesa negra americana" Bunifa Latifah Halifah Sharifa Jackson.
Sus imitaciones más reconocidas en el programa fueron las de Oprah Winfrey y Whitney Houston. Su personificación de Oprah está tan bien considerada que, de hecho, ha interpretado a Oprah o personajes similares a Oprah en otros medios, principalmente en Scary Movie 4 y The Proud Family. También interpretó regularmente a Beyoncé Knowles, Mariah Carey, Lil' Kim y Chris Tucker.

### Proyectos en televisión
Desde su debut en MAD TV, Wilson ha actuado con voz en episodios de numerosos programas de televisión, consiguiendo algunos papeles recurrentes en programas como Secundaria de clones, Padre de familia, y trabajó como titiritera en The Mr. Potato Head Show. Prestó su voz a la capitana Lisa Cusak en el episodio "The Sound of HerVoze" de Star Trek: Deep Space Nine.
Wilson ha realizado numerosas películas independientes, entre ellas Naked Angel, Jane White Is Sick and Twisted, Skin Deep y Soulmates. También estuvo en un episodio de Sin rastro como doctora, y apareció tres veces como una prostituta, Divine, en episodios de CSI: Crime Scene Investigation.
Ella y Sullivan han hecho comerciales para Sierra Mist de Pepsi. Apareció como ella misma en el episodio del 15 de febrero de 1999 de WCW Monday Nitro acompañando a su compañero de reparto de MADtv Will Sasso en su combate delucha libre profesional contra Bret Hart. También apareció en la versión del Reino Unido de Whose Line Is It Anyway? en la temporada 10, Episodio 9.
Fue copresentadora de TV Watercooler de TV Guide Channel con John Fugelsang, hasta que fue reemplazada por Teresa Strasser en octubre de 2006. También fue copresentadora de GSN Live hasta que se fue en enero de 2010.
Wilson es locutora del revival del programa de juegos de NBC Weakest Link presentado por Jane Lynch.
En julio de 2022, Nickelodeon anunció que Wilson prestaría su voz al personaje Headless Headmistress Bloodgood en la serie animada de reinicio de 2022 Monster High.
A partir de 2022, Wilson le da voz a la Pata Daisy, reemplazando a Tress MacNeille.

### Proyectos teatrales
Wilson actuó Off-Broadway con el grupo de comedia de improvisación Noo Yawk Tawk dirigido por Richmond Shepard en The Village Gate Theatre (1988-1991).

### Videojuegos
Wilson ha prestado su voz a muchos personajes de videojuegos, como su papel de Grace Walker en Wolfenstein II: The New Colossus y su papel de Cere Junda en Star Wars Jedi: Fallen Order y su secuela Star Wars Jedi: Survivor. También apareció en Call of Duty: Modern Warfare como la General Lyons. Su otro trabajo de voz en videojuegos incluye The Outer Worlds, Gears 5, wolfenstein: Youngblood, Rage 2, Days Gone y Far Cry New Dawn. Ella es la voz de Draka en World of Warcraft: Shadowlands. También es la voz de Savathûn en Destiny 2 y Harbinger en Halo Infinite.

## Vida personal
Wilson se casó con el escritor y director Cliff Skelton en abril de 2006. Se separaron en 2010 citando diferencias irreconciliables.

## Filmografía

### Películas
| Año  | Título                                               | Papel                                                  | Notas                           | Ref.          |
| ---- | ---------------------------------------------------- | ------------------------------------------------------ | ------------------------------- | ------------- |
| 1994 | Cracking Up                                          |                                                        |                                 |               |
| 1995 | Blue in the Face                                     | Estadística                                            |                                 |               |
| 1996 | Girl 6                                               | Dependienta #3                                         |                                 |               |
| 1997 | Gridlock'd                                           | Mujer de Medicaid #2                                   |                                 |               |
| 1997 | Granujas de Beverly Hills                            | Auxiliar de vuelo                                      |                                 |               |
| 1997 | Soulmates                                            | Jennifer Williams                                      |                                 |               |
| 1997 | Asylum                                               | Belinda Davis                                          |                                 |               |
| 1997 | Sleeping Together                                    | Wendy                                                  |                                 |               |
| 1998 | Star Trek: The Experience: The Klingon Encounter     | Oficial de seguridad                                   | Cortometraje                    |               |
| 2000 | Rubbernecking                                        | Julia                                                  |                                 |               |
| 2002 | Jane White Is Sick & Twisted                         | Chi-Chi                                                |                                 |               |
| 2003 | Skin Deep                                            | Alex                                                   |                                 |               |
| 2004 | Target                                               | Nolan                                                  |                                 |               |
| 2004 | Nine Lives                                           | Lisa                                                   |                                 |               |
| 2005 | Bringing Up BayBay                                   | Pam Wilcox, BayBay Girl                                | Cortometraje; también escritora |               |
| 2006 | Whitepaddy                                           | Aunt Tiny                                              |                                 |               |
| 2006 | Danny Roane: First Time Director                     | Rehab nurse                                            |                                 |               |
| 2006 | The Adventures of Brer Rabbit                        | Hermana Buzzard                                        | Voz; directo a video            |               |
| 2006 | Scary Movie 4                                        | Oprah Winfrey                                          |                                 |               |
| 2006 | Vecinos invasores                                    | Debbie                                                 | Voz                             | [ 18 ]        |
| 2006 | Mandingo in a Box                                    | Host                                                   | Cortometraje                    |               |
| 2006 | Shut Up and Shoot!                                   | Nikki Ryder                                            |                                 |               |
| 2006 | Rockin' Meera                                        | Rudy                                                   |                                 |               |
| 2007 | If I Had Known I Was a Genius                        | Teresa Reed                                            |                                 |               |
| 2007 | Lord Help Us                                         | Shariffer Simms                                        | Directo a video                 |               |
| 2007 | Cordially Invited                                    | Vivian Dunn                                            |                                 |               |
| 2007 | The Chosen One                                       | Akia May                                               | Voz                             |               |
| 2008 | Cuttin' da Mustard                                   | Actress                                                |                                 |               |
| 2009 | Knight to F4                                         | Cheryl Johnson                                         |                                 |               |
| 2009 | Psyche on Melrose                                    | Hostess                                                | Cortometraje                    |               |
| 2009 | The Haunted World of El Superbeasto                  | Varias voces                                           | Directo a video                 |               |
| 2009 | Avatar                                               | Miembro de los Na'vi                                   |                                 |               |
| 2009 | Friends of Dorothy                                   | Hillary                                                | Cortometraje                    |               |
| 2010 | Perfect Combination                                  | Mrs. Lewis                                             |                                 |               |
| 2010 | Oprah's Last Show                                    | Oprah Winfrey                                          | Cortometraje                    |               |
| 2011 | Hoodwinked Too! Hood vs. Evil                        | Iana                                                   | Voz                             | [ 18 ]        |
| 2011 | Naked Angel                                          | Mama Tony                                              |                                 |               |
| 2011 | Division III: Football's Finest                      | Mandy                                                  |                                 |               |
| 2012 | Back Then                                            | Georgia Miller                                         |                                 |               |
| 2012 | Bed-Stuy Lullaby                                     | Sha'rell                                               | Cortometraje                    |               |
| 2013 | Cordially Invited – The Wedding Day of Alton & Kenya | Vivian Dunn                                            |                                 |               |
| 2014 | Jungle Shuffle                                       | Kam                                                    | Voz                             | [ 18 ]        |
| 2014 | Knock 'em Dead                                       | Darien                                                 |                                 |               |
| 2014 | Untold                                               | Merrel                                                 |                                 |               |
| 2014 | Fatal Acquittal                                      | Detective Bell                                         |                                 |               |
| 2014 | 10 Year Plan                                         | Minister                                               |                                 |               |
| 2015 | Midlife                                              | Diane Freeland                                         |                                 |               |
| 2015 | Mothers of the Bride                                 | Freesia la productora                                  |                                 |               |
| 2015 | Hotel Transylvania 2                                 | Voces adicionales                                      |                                 |               |
| 2016 | Caged No More                                        | Leona                                                  |                                 |               |
| 2016 | The Summerland Project                               | Adah Allen                                             |                                 |               |
| 2017 | Open Marriage                                        | Vulnavia                                               |                                 |               |
| 2018 | Painkillers                                          | Gail Konrad                                            |                                 |               |
| 2018 | Bodied                                               | Dean Hampton                                           |                                 |               |
| 2018 | The Christmas Chronicles                             | Lars                                                   | Voz                             | [ 18 ]        |
| 2019 | Star Wars: Episodio IX - El ascenso de Skywalker     | Nambi Ghima, voces adicionales                         | Voz                             | [ 18 ]        |
| 2021 | Mortal Kombat Leyendas: La batalla de los reinos     | D'Vorah                                                | Voz; directo a video            | [ 19 ] [ 18 ] |
| 2021 | The Loud House Movie                                 | Nana May, Nana Collette, Nana Helene, y Mrs. Turnberry | Voz                             |               |
| 2022 | Mortal Kombat Legends: Snow Blind                    | Graji                                                  | Voz; directo a video            | [ 20 ]        |
| 2022 | Call Me Miss Cleo                                    | Ella misma                                             | Documental                      |               |
| 2023 | Cobweb                                               | Monstruo Sarah                                         | Voz                             | [ 21 ]        |

### Televisión
| Año           | Título                                  | Papel                                                                  | Notas                                                        | Ref.   |
| ------------- | --------------------------------------- | ---------------------------------------------------------------------- | ------------------------------------------------------------ | ------ |
| 1992          | The Uptown Comedy Club                  | Varios                                                                 | Protagonista                                                 |        |
| 1995          | New York Undercover                     | Shanna                                                                 | Episodio: "High on the Hog"                                  |        |
| 1995–2016     | Mad TV                                  | Varios                                                                 | Protagonista: temporadas 1–8, invitada: temporadas 10, 13–15 |        |
| 1998          | Star Trek: Deep Space Nine              | Lisa Cusak                                                             | Voz; Episodio: "The Sound of Her Voz"                        |        |
| 1998          | Whose Line Is It Anyway?                | Ella misma                                                             | Episodio: "Episodio #10.9"                                   |        |
| 1998–1999     | The Mr. Potato Head Show                | Queenie                                                                | Voz: también titiritera; protagonista; 13 episodios          |        |
| 2000–2011     | Padre de familia                        | Varias voces                                                           | 6 episodios                                                  |        |
| 2001          | Gary & Mike                             | Varias voces                                                           | 13 episodios                                                 |        |
| 2001          | The Oblongs                             |                                                                        | 2 episodios                                                  |        |
| 2002          | Rapsittie Street Kids: Believe In Santa | Bisabuela Fran                                                         | Voz; película de televisión                                  | [ 18 ] |
| 2002–2003     | Secundaria de clones                    | Varias voces                                                           | 3 episodios                                                  |        |
| 2002–2003     | The Proud Family                        | Oprah Winfrey                                                          | Voz; 2 episodios                                             |        |
| 2003          | The Proud Family                        | Basil / Tobasco                                                        | Voz; episodio: "Adventures in Bebe Sitting"                  |        |
| 2003          | The Parkers                             | Zorah                                                                  | Episodio: "Kimmie Has Two Moms"                              |        |
| 2004–2007     | CSI: Crime Scene Investigation          | Divine                                                                 | 3 episodios                                                  |        |
| 2004          | Sin rastro                              | Doctora                                                                | Episodio: "Hawks and Handsaws"                               |        |
| 2004          | I'm with Her                            | Brenda                                                                 | Episodio: "Friends in Low Places"                            |        |
| 2004          | That's So Raven                         | Maisha                                                                 | Episodio: "Spa Day Afternoon"                                |        |
| 2005          | Second Time Around                      | Deonne                                                                 | Episodio: "You're Fired"                                     |        |
| 2005–2016     | American Dad!                           | Whitney Houston, mamá en juego de baloncesto                           | Voz; 2 episodios                                             |        |
| 2006          | In Justice                              | Detective Powell                                                       | Episodio: "Confessions"                                      |        |
| 2006          | Celebrity Paranormal Project            | Herself                                                                | Episodio: "Cult Commune"                                     |        |
| 2007          | Higglytown Heroes                       | Marine Biologist Hero                                                  | Voz; episodio: "Little Big Fish"                             |        |
| 2007          | Super Sweet 16: The Movie               | Edan Day                                                               | Película de televisión                                       |        |
| 2008          | Reno 911!                               | Dominatrix                                                             | 3 episodios                                                  |        |
| 2008          | The Boondocks                           | Deborah LeVil                                                          | Voz; 2 episodios                                             |        |
| 2008          | terminator: The Sarah Connor Chronicles | Lilian                                                                 | Episodio: "Automatic for the People"                         |        |
| 2009          | 90210                                   | Profesora                                                              | Episodio: "Hello, Goodbye, Amen"                             |        |
| 2009–2010     | GSN Live                                | Ella misma                                                             | Copresentadora                                               |        |
| 2012–2015     | Black Dynamite                          | Líder de Amazon Moon Bitch, Lil' Orphan Penny, Eartha K.I.T.T., Varios | Voz; 17 episodios                                            |        |
| 2013          | 2 Broke Girls                           | Delores                                                                | Episodio: "And the Temporary Distraction"                    |        |
| 2013          | The First Family                        | Helen                                                                  | Episodio: "The First Driver"                                 |        |
| 2013          | The Cleveland Show                      |                                                                        | Episodio: "Of Lice and Men"                                  |        |
| 2013          | Save Me                                 | Stephanie                                                              | Episodio: "Heavenly Hostess"                                 |        |
| 2013          | Mad                                     | Varias voces                                                           | Episodio: "Alfred's Game/We Are X-Men"                       |        |
| 2013          | Doom Patrol                             | Madame Rouge                                                           | Voz; episodio: "The Spy Within the Doom Patrol"              |        |
| 2013–2014     | DC Super-Pets!                          | Various Voces                                                          | 3 episodios                                                  |        |
| 2014          | Regular Show                            | Council Woman / Thunder Girl 1 / Blonde Girl                           | Voz; episodio: "Dodge This"                                  | [ 18 ] |
| 2014–2016     | All Hail King Julien                    | Masikura, Mary-Ann, Tammy, varios                                      | Voz; 21 episodios                                            | [ 18 ] |
| 2016          | Dead 7                                  | Apocalypta                                                             | Película de televisión                                       |        |
| 2016          | Z Nation                                | Linda                                                                  | Episodio: "Doc's Angels"                                     |        |
| 2016–2017     | Cerdo Cabra Banana Grillo               | Nasty Cat, Mrs. Manelli, Lady Fart, Baby Sweat, Convention Con Nerd    | Voz                                                          | [ 18 ] |
| 2017          | Superior Donuts                         | Lyric                                                                  | Episodio: "Flour Power"                                      |        |
| 2018          | The Last Sharknado: It's About Time     | New Bryan                                                              | Película de televisión                                       |        |
| 2019          | The Jellies                             | Varias voces                                                           | 2 episodios                                                  |        |
| 2019          | Cannon Busters                          | Lady Day                                                               | Voz; doblaje en inglés                                       | [ 18 ] |
| 2019          | Los Vengadores unidos                   | Canciller Achebe, Dora Milaje #3                                       | Voz; 2 episodios                                             | [ 18 ] |
| 2019–2020     | Mao Mao: Heroes of Pure Heart           | Ramaraffe, Ketchup, Muffins, Marion, Camille, Scoops, varias voces     | Voz; recurrente                                              | [ 18 ] |
| 2019–2021     | Ben 10                                  | Maxine Sez                                                             | Voz, 2 episodios                                             | [ 18 ] |
| 2020          | Just Roll with It                       | Nana Blatt                                                             | Episodio: "Grandma & Grandpa Sittin' in a Tree"              |        |
| 2020          | Spitting Image                          | Beyoncé, Kamala Harris, Michelle Obama, Oprah Winfrey, Nicki Minaj     | 15 episodios                                                 |        |
| 2020          | Baby Shark's Big Show!                  | Abuela tiburón                                                         | Voz; doblaje en inglés; protagonista                         | [ 18 ] |
| 2021          | Final Space                             | Madre de Quinn                                                         | Voz; episodio: "All the Moments Lost"                        |        |
| 2021          | Los Casagrande                          | Papaya                                                                 | Voz; episodio: "Do the Fruit Shake"                          |        |
| 2021          | Dogs in Space                           | Kira, Duchess                                                          | Voz                                                          | [ 18 ] |
| 2022          | The Owl House                           | Terra Snapdragon                                                       | Voz; 4 episodios                                             |        |
| 2022          | The Loud House                          | Fleur Dupont                                                           | Voz; episodio: "Don't Escar-Go"                              |        |
| 2022          | We Baby Bears                           | Brassy Maine Coon, Cat                                                 | Voz; episodio: "High Baby Fashion"                           |        |
| 2022          | Mickey Saves Christmas                  | Pata Daisy                                                             | Voz, especial de televisión                                  | [ 18 ] |
| 2022          | Star Trek: Prodigy                      | Capitana Trij                                                          | Voz; episodio: "Supernova, Part 1"                           |        |
| 2022          | Love, Death & Robots                    | Harper poseída                                                         | Voz, episodio: "In Vault Halls Entombed"                     | [ 18 ] |
| 2022          | Oddballs                                | Louise, Female Cop                                                     | Voz, 2 episodios                                             | [ 18 ] |
| 2022–presente | Monster High                            | Directora sin cabeza Bloodgood                                         | Voz; protagonista                                            |        |
| 2022–presente | Mickey Mouse Funhouse                   | Pata Daisy                                                             | Voz; protagonista (temporada 2)                              |        |
| 2023–presente | My Adventures with Superman             | Amanda Waller                                                          | Voz; 3 episodios                                             |        |

### Teatro
| Año       | Título        | Papel                   | Teatro                                               |
| --------- | ------------- | ----------------------- | ---------------------------------------------------- |
| 1988–1991 | Noo Yawk Tawk | Improv Actor / Ensemble | The Village Gate Theater Off-Broadway, New York City |

### Videojuegos
| Año     | Título                                   | Papel                                             | Notas                       | Ref.          |
| ------- | ---------------------------------------- | ------------------------------------------------- | --------------------------- | ------------- |
| 2006    | Ice Age 2: The Meltdown                  | Ellie                                             | Voz                         |               |
| 2006    | X-Men: El videojuego oficial             | Tormenta                                          | Voz                         | [ 18 ]        |
| 2007    | Halo 3                                   | Marinas                                           | Voz                         | [ 18 ]        |
| 2008    | Speed Racer: The Videogame               | Booster Mbube                                     | Voz                         | [ 18 ]        |
| 2008    | Metal Gear Solid 4: Guns of the Patriots | Crying Wolf                                       | Voz                         | [ 18 ]        |
| 2008    | Fracture                                 |                                                   | Voz                         |               |
| 2009    | Halo 3: ODST                             | Marina #4                                         | Voz                         |               |
| 2010    | Dead to Rights: Retribution              | Guardia de seguridad                              | Voz                         | [ 22 ]        |
| 2010    | StarCraft II: Wings of Liberty           | Voces adicionales                                 | Voz                         |               |
| 2010    | fallout: New Vegas                       | Varias voces                                      | Voz                         |               |
| 2011    | Infamous 2                               | Peatones femeninos / The Storyteller              | Voz                         |               |
| 2013    | Grand Theft Auto V                       | Población local                                   | Voz                         |               |
| 2014    | Elder Scrolls Online                     | Voces adicionales                                 | Voz                         |               |
| 2014    | WildStar                                 | Dreadphage Ohmna / Selene / Granok Female         | Voz                         |               |
| 2014    | Call of Duty: Advanced Warfare           | Voces adicionales                                 | Voz                         |               |
| 2014    | World of Warcraft: Warlords of Draenor   | Efectos vocales de monstruos                      | Voz                         |               |
| 2016    | Mirror's Edge Catalyst                   | Rebecca Thane                                     | Voz                         | [ 18 ]        |
| 2016    | Gears of War 4                           | Aspho Point Gear                                  | Voz                         | [ 18 ]        |
| 2016    | Far Cry Primal                           | Batari                                            | Voz                         |               |
| 2016    | Final Fantasy XV                         | Voces adicionales                                 | Voz                         |               |
| 2017    | Wolfenstein II: The New Colossus         | Grace Walker                                      | Voz y captura de movimiento | [ 18 ]        |
| 2017–18 | batman: The Enemy Within                 | Amanda Waller                                     | Voz                         | [ 18 ]        |
| 2018    | God of War                               | Voces adicionales                                 | Voz                         |               |
| 2018    | Just Cause 4                             | Izzy                                              | Voz                         | [ 18 ]        |
| 2018    | Guild Wars 2                             | Embajadora Sianna                                 | Voz                         |               |
| 2018–19 | The Walking Dead: The Final Season       | Dorian                                            | Voz                         |               |
| 2019    | Days Gone                                | Addison 'Addy' Walker                             | Voz y captura de movimiento | [ 18 ]        |
| 2019    | wolfenstein: Youngblood                  | Grace Walker                                      | Voz y captura de movimiento |               |
| 2019    | Gears 5                                  | COG Soldier, Onyx Guard                           | Voz                         |               |
| 2019    | Indivisible                              | Snake Queen                                       | Voz                         | [ 23 ] [ 18 ] |
| 2019    | Call of Duty: Modern Warfare             | General Lyons                                     | Voz y captura de movimiento | [ 18 ]        |
| 2019    | The Outer Worlds                         | Sophia Akande                                     | Voz                         | [ 18 ]        |
| 2019    | Star Wars Jedi: Fallen Order             | Cere Junda                                        | Voz y captura de movimiento | [ 18 ]        |
| 2019    | Guild Wars 2                             | Varinia Stormsounder, Jormag                      | Voz                         |               |
| 2019    | Rage 2                                   | Jazz Spinner, Goon Assault                        | Voz                         | [ 18 ]        |
| 2019    | Remnant: From the Ashes                  | Liz2                                              | Voz                         | [ 18 ]        |
| 2020    | Gears Tactics                            | Mikayla Dorn                                      | Voz                         |               |
| 2020    | World of Warcraft: Shadowlands           | Baroness Draka                                    | Voz                         |               |
| 2020    | Desperados III                           | Isabelle Moreau                                   | Voz                         | [ 18 ]        |
| 2020    | Bugsnax                                  | Shellsy "Shelda" Woolbag                          | Voz                         |               |
| 2021    | Persona 5 Strikers                       | Voces adicionales                                 | Voz                         | [ 24 ]        |
| 2021    | Ratchet & Clank: Rift Apart              | Kit                                               | Voz                         | [ 18 ]        |
| 2021    | Destiny 2: Beyond Light                  | Savathûn                                          | Voz                         |               |
| 2021    | Monster Hunter Rise                      | Monju                                             | Voz                         |               |
| 2021    | Marvel's Avengers                        | Okoye                                             | Voz; DLC War for Wakanda    |               |
| 2021    | Ruined King: A League of Legends Story   | Bhuru Elder, voces adicionales                    | Voz                         |               |
| 2021    | Halo Infinite                            | Harbinger                                         | Voz                         | [ 18 ]        |
| 2022    | League of Legends                        | Renata Glasc                                      | Voz                         |               |
| 2022    | Destiny 2: The Witch Queen               | Savathûn                                          | Voz                         |               |
| 2022    | Aperture Desk Job                        | Prison Warden, Announcer                          | Voz                         |               |
| 2022    | God of War Ragnarök                      | Grýla                                             | Voz                         | [ 18 ]        |
| 2023    | Forspoken                                | Bellette Krau                                     | Voz y captura de movimiento | [ 18 ]        |
| 2023    | Star Wars Jedi: Survivor                 | Cere Junda                                        | Voz y captura de movimiento | [ 18 ]        |
| 2023    | Diablo IV                                | Prava, Tree Whispers, efectos de voz de criaturas | Voz                         | [ 18 ]        |
| 2024    | Suicide Squad: Kill the Justice League   | Amanda Waller                                     | Voz y captura de movimiento | [ 25 ]        |
| 2025    | Death Stranding 2: On The Beach          | Doctor                                            | Voz y captura de movimiento |               |